# Kassina jozani
Kassina jozani é uma espécie de anfíbio anuro da família Hyperoliidae. Está presente na Tanzânia. A UICN classificou-a como em perigo de extinção.